# Анген-ле-Бен
Анге́н-ле-Бен (фр. Enghien-les-Bains) — муниципалитет во Франции, в регионе Иль-де-Франс, департамент Валь-д'Уаз. Население — 12 121 человек (2006).
Муниципалитет расположен на расстоянии около 13 км севернее Парижа, 20 км восточнее Сержи, на берегу одноимённого озера (фр.).
Название Анген было дано этому поселению принцами Конде в честь одноимённого родового владения на территории современной Бельгии. После открытия в 1766 году священником Луи Коттом горячих серных источников Анген превратился в середине XIX века в фешенебельный курорт. Местное казино расположено ближе к французской столице, чем прочие игорные заведения, и до сих пор пользуется популярностью среди парижан.

## Демография
Динамика населения (INSEE):

## Города-побратимы
- Ангьен, Бельгия (1957)
- Бад-Дюрхайм, Германия (1992)